# Karacabey (cheval)
Vous lisez un « bon article » labellisé en 2013.
Pour l’article homonyme, voir Karacabey.
Le Karacabey est une race chevaline turque légèrement influencée par le cheval arabe, l'Anatolien et le Nonius, dont la naissance découle de celle de son pays d'origine, dans les années 1920. Elle est surtout élevée au haras national du même nom, l'un des plus grands de Turquie, comptant plus de 500 chevaux en 1943.
Ce cheval de saut et d'attelage est croisé avec le Haflinger dès 1965, puis souffre de la concurrence des races de sport d'Europe de l'Ouest et de la généralisation des véhicules à moteur. Les animaux du haras national de Karacabey sont vendus et dispersés en 1980, entraînant l'extinction progressive de la race.

## Histoire

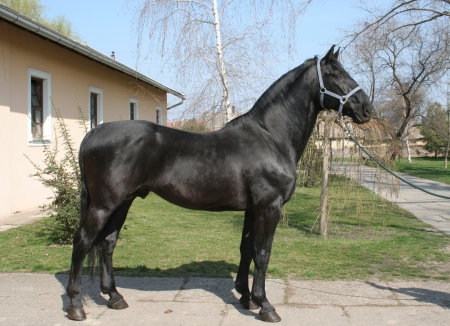
Le Nonius donne la race Karacabey-Nonius en croisement avec le Karacabey.

Le Karacabey est l'une des quatorze races (ou types) de chevaux de Turquie, la seule qui ait été véritablement reconnue comme telle au niveau international, et la seule création nationale parmi elles.

### Origine
Le Karacabey est probablement un lointain descendant du cheval oriental présent en Asie centrale avant l'ère chrétienne, en effet, l'Empire ottoman est historiquement réputé pour ses fins chevaux arabes. Après l'établissement d'une nation indépendante, les Turcs se mettent à élever des chevaux et réorganisent leurs haras. En 1924, cette nouvelle politique d'élevage aboutit à la création du haras national de Karacabey dans l'Ouest de l'Anatolie. En plus de deux races chevalines, il donne naissance à une race bovine et une race ovine adaptées à leur environnement,. Les Karacabey y forment la principale race chevaline élevée. Ils sont développés à partir de la souche locale du cheval arabe, destinée aux courses. En croisement avec deux autres races, l'Anatolien et le Nonius, ils donnent le Karacabey-Nonius,. Les importations de Nonius depuis la Hongrie et les croisements effectués avec le Karacabey sont une réponse au déclin de la qualité des chevaux arabes turcs. Le but premier de l'élevage est de fournir la remonte militaire et répondre aux besoins agricoles.

### Développement et disparition
En 1943, le haras national de Karacabey compte environ 550 chevaux. Dans les années 1960, des chevaux sauteurs de haute qualité commencent à être importés depuis la France et l'Allemagne, la race karacabey est oubliée au profit de chevaux étrangers. Une autre raison à son déclin est la concurrence des véhicules à moteur, le gouvernement turc cesse l'élevage des chevaux de travail faute de besoins. Le Karacabey n'existe officiellement plus depuis 1979, le haras abandonne ses animaux l'année suivante. Environ 3 000 chevaux sont vendus aux enchères publiques. Croisé avec d'autres races turques en peu de temps, le Karacabey disparaît. En 1995, il est devenu impossible de retrouver un Karacabey en Turquie. Ironiquement, au moment où la race a disparu, le cheval de sport s'est imposé dans le monde entier, et les fonctionnaires turcs ont vivement regretté la perte du Karacabey.

## Description
Le Karacabey est une race très saine, dotée d'une bonne conformation montrant l'influence arabe. Cheval fin et compact, il présente davantage de masse corporelle que ce dernier, ce qui d'après Elwyn Hartley Edwards est dû à l'influence de ses ancêtres nonius. En général, la hauteur au garrot va de 1,55 m à 1,65 m (15,1 à 16,1 mains), et la robe est baie, noire, grise, rouanne ou alezane. Ils possèdent une tête bien proportionnée dotée d'un profil rectiligne, attachée à une encolure légèrement courbée. Le garrot est bien sorti, la poitrine large et profonde, les épaules tombantes, le dos droit, la croupe musclée et arrondie. Les jambes sont fortes et solides, avec des articulations résistantes et une structure osseuse bien formée, terminées par des sabots durs. Cette race est réputée être la seule race turque dotée d'une uniformité affichée de type, et dont les caractéristiques se transmettent de manière cohérente. Elle dispose d'une grande endurance.

## Utilisations

### Utilitaire et sportive
Les chevaux de Karacabey étaient employés comme montures et chevaux de bât, ainsi que pour le trait léger et divers travaux de ferme. La Turquie a envoyé un bon représentant de la race en Angleterre, comme cadeau à la reine Élisabeth II, et ce cheval est devenu un champion de polo. Le Karacabey est également un bon sauteur. Les chevaux ont vraisemblablement été en partie élevés dans un but militaire, afin de remonter la cavalerie turque.

### Croisements

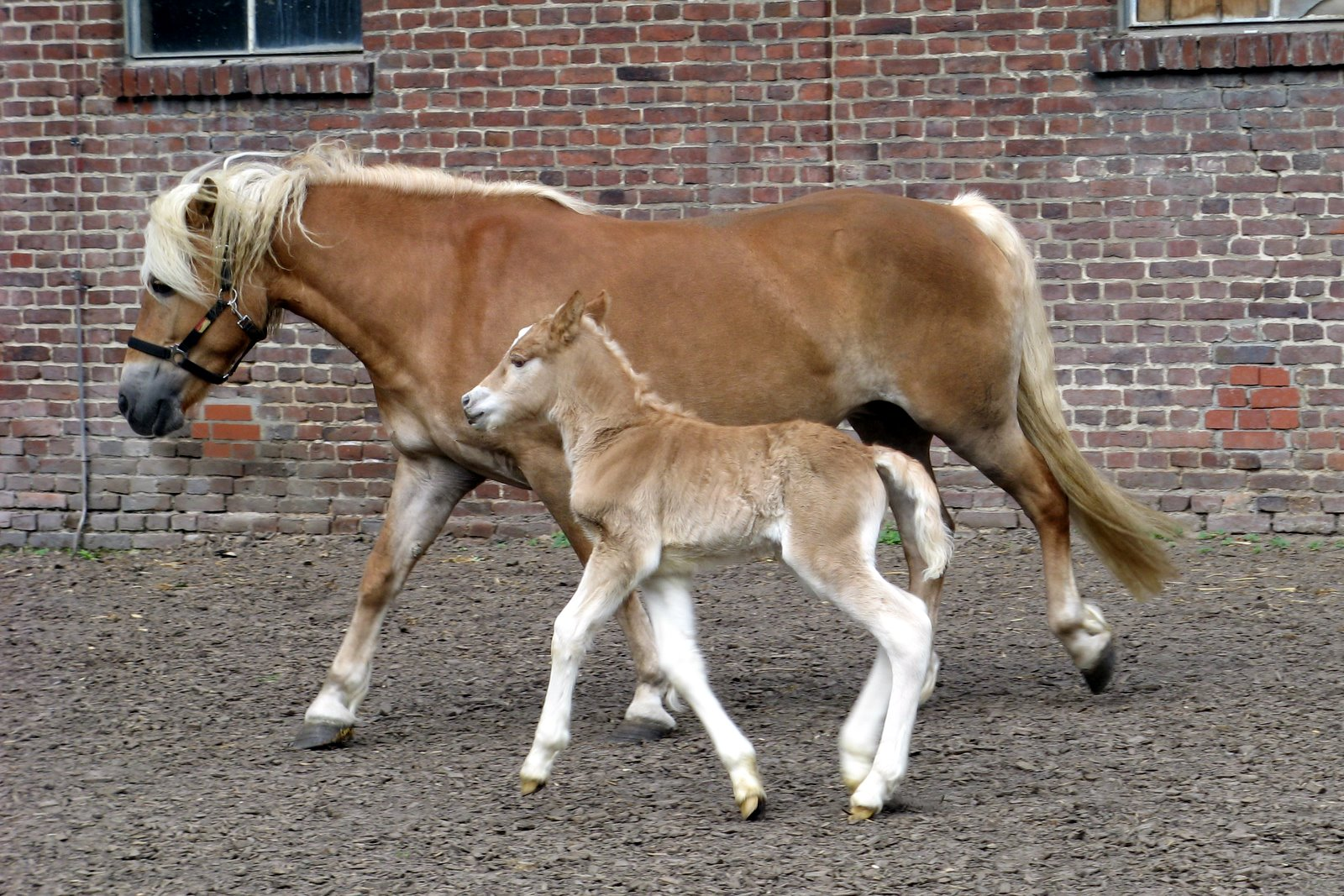
Un Haflinger, race employée en croisement avec le Karacabey.

En 1965, 20 chevaux Haflingers sont envoyés au haras national de Karacabey dans le but de créer des demi-sangs haflingers-karacabey. Le haras de Karacabey a également donné naissance à une plus grande race nommée le Karacabey-Nonius, maintenant disparue. Le Karacabey-Nonius était élevé comme un cheval d'attelage et de saut d'obstacles, produit par le croisement de la race karacabey avec un Anatolien ou un Nonius. Il était capable de franchir des hauteurs de plus de cinq pieds et toisait en moyenne entre 1,52 m et 1,62 m. L'élevage des Karacabey-Nonius a entièrement cessé en 1970.

## Diffusion de l'élevage
Le Karacabey est une race nationale. Bien qu'il soit indissociable du haras national de Karacabey, l'un des plus importants haras de Turquie qui aient joué un rôle dans l'histoire de la nation, il est historiquement élevé dans sept haras nationaux turcs au total, répartis dans tout le pays. Le haras de Karacabey produit désormais de l'Arabe, du Haflinger et des demi-sangs haflingers.
L'étude menée par l'université d'Uppsala et publiée en août 2010 pour la FAO signale le « Karakabey demi-arabe » et le « Karacabey-Nonius » comme deux races locales éteintes (statut « X »).